# Kitzsteinhorn

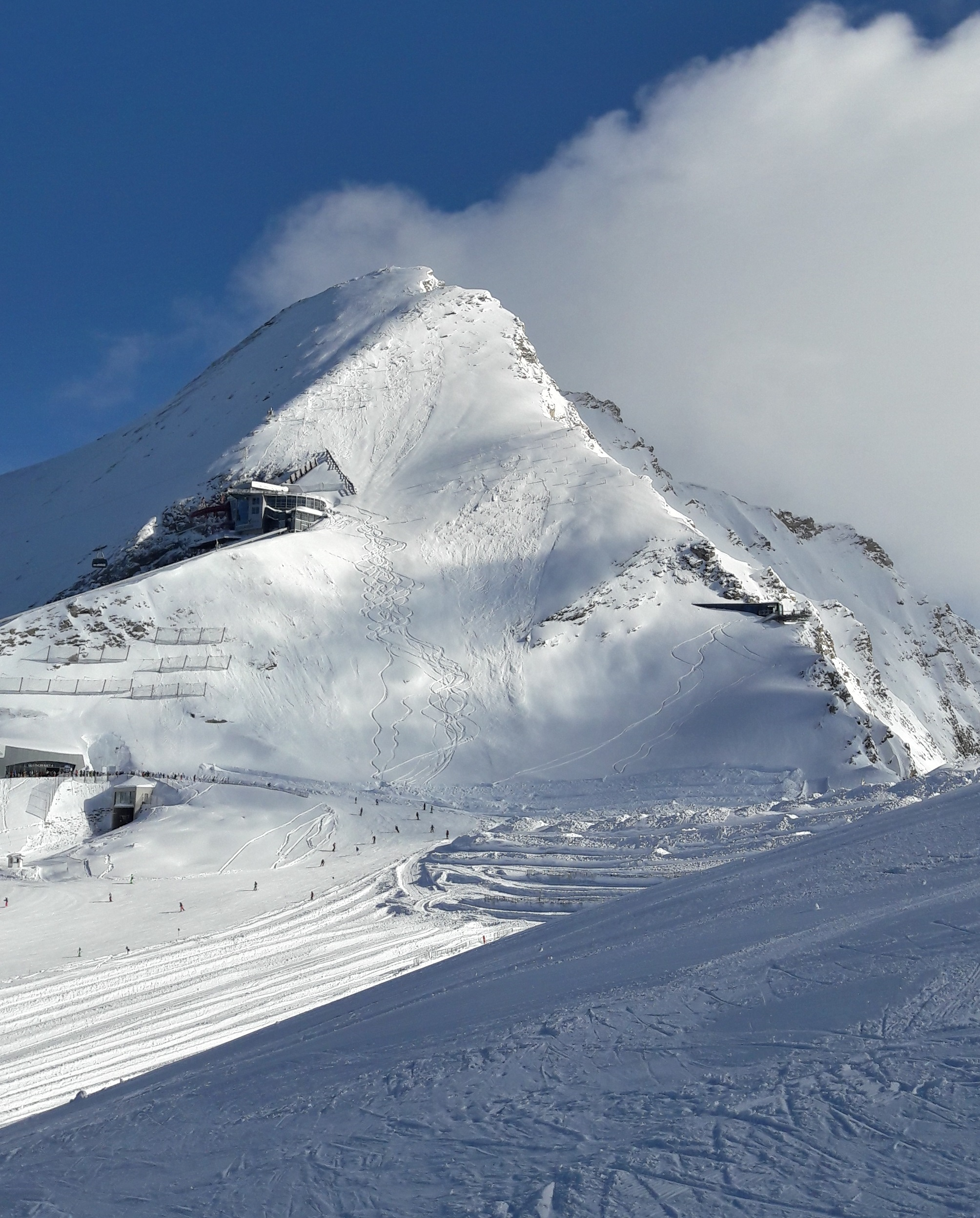
Szczyt Kitzsteinhorn z początkiem trasy 1 Alpinecenterpisete

Kitzsteinhorn – alpejski szczyt górski w Austrii o wysokości 3.203 m n.p.m. w masywie Wysokich Taurów (niem. Hohe Tauern). W kotle, pod szczytem, lodowiec o tej samej nazwie. 

## Ośrodek narciarski
Całoroczny ośrodek sportów zimowych na stokach góry jest najstarszym w Austrii i jedynym w Alpach Salzburskich zlokalizowanym na lodowcu. Otwarto go w 1965. Liczne wyciągi narciarskie Gletscherbahn Kaprun (1 kolej linowa, 3 koleje gondolowe, 4 wyciągi krzesełkowe, 11 wyciągów orczykowych). Restauracja Top of Salzburg oraz platforma widokowa tamże, są najwyżej położonymi tego typu obiektami na terenie prowincji salzburskiej. Razem z ośrodkami na Maiskogel i Schmittenhöhe tworzy tzw. Europa Sportregion. 
U podnóża leży miejscowość Kaprun będąca zapleczem noclegowym dla ośrodka.
Pierwszego wejścia dokonał Johann Entacher w 1828.

## Panorama

Panorama z tarasu widokowego pod szczytem